# 9،1-ديكاديين
9,1-ديكاديين هو مركب عضوي هيدروكربوني من الدايينات صيغته C10H18، ويوجد في الشروط القياسية على شكل سائل عديم اللون.

## التحضير
يحضر المركب من تفاعل تحلل إيثيني (تحلل نتيجة للتفاعل مع الإيثين / Ethenolysis) لمركب حلقي الأوكتين.

## الخواص
يوجد هذا المركب في الشروط القياسية على شكل سائل عديم اللون، وهو عملياً غير قابل للامتزاج مع الماء؛ لكنه يمتزج مع الدهون، وهو قابل للاشتعال.

## الاستخدامات
يمكن أن يستخدم 9,1-ديكاديين مادة بادئة في تفاعل تبادل ديين لاحلقي (Acyclic diene metathesis) الذي يجد له تطبيقاً في نوع خاص من تفاعلات البلمرة (ADMET-Polymerisation).